# پاپیروس ریاضی ریند
پاپیروس ریاضی ریند (انگلیسی: Rhind Mathematical Papyrus که در موزه بریتانیا با عنوان pBM 10058 و 10057) یکی از بهترین نمونه‌های شناخته‌شدهٔ ریاضیات مصر باستان است. این پاپیروس نامش را از الکساندر هنری ریند گرفته که عتیقه‌شناسی اسکاتلندی بود و این پاپیروس را در ۱۸۵۸ در اقصر مصر خریداری کرد. این پاپیروس طی کاوشی غیرقانونی در نزدیکی یا داخل معبد رامسیوم کشف شده‌بود و تاریخ آن به ۱۵۵۰ پ.م. (دوره دوم میانی مصر می‌رسد. نویسندهٔ آن شخصی به نام احمس بوده‌است.
موزه بریتانیا این پاپیروس را در ۱۸۶۵ تملک کرد.
این پاپیروس قانونی برای محاسبهٔ مساحت دایره به دست می‌دهد که با {\displaystyle \pi ={\tfrac {256}{81}}\approx 3.16} مطابق است.